# بیکر (کالیفرنیا)
بیکر (به انگلیسی: Baker) یک منطقهٔ مسکونی در ایالات متحده آمریکا است که در شهرستان سن برناردینو، کالیفرنیا واقع شده‌است. بیکر ۶٫۹۶ کیلومتر مربع مساحت و ۷۳۵ نفر جمعیت دارد و ۲۸۷ متر بالاتر از سطح دریا واقع شده‌است.